# Ponce (drank)

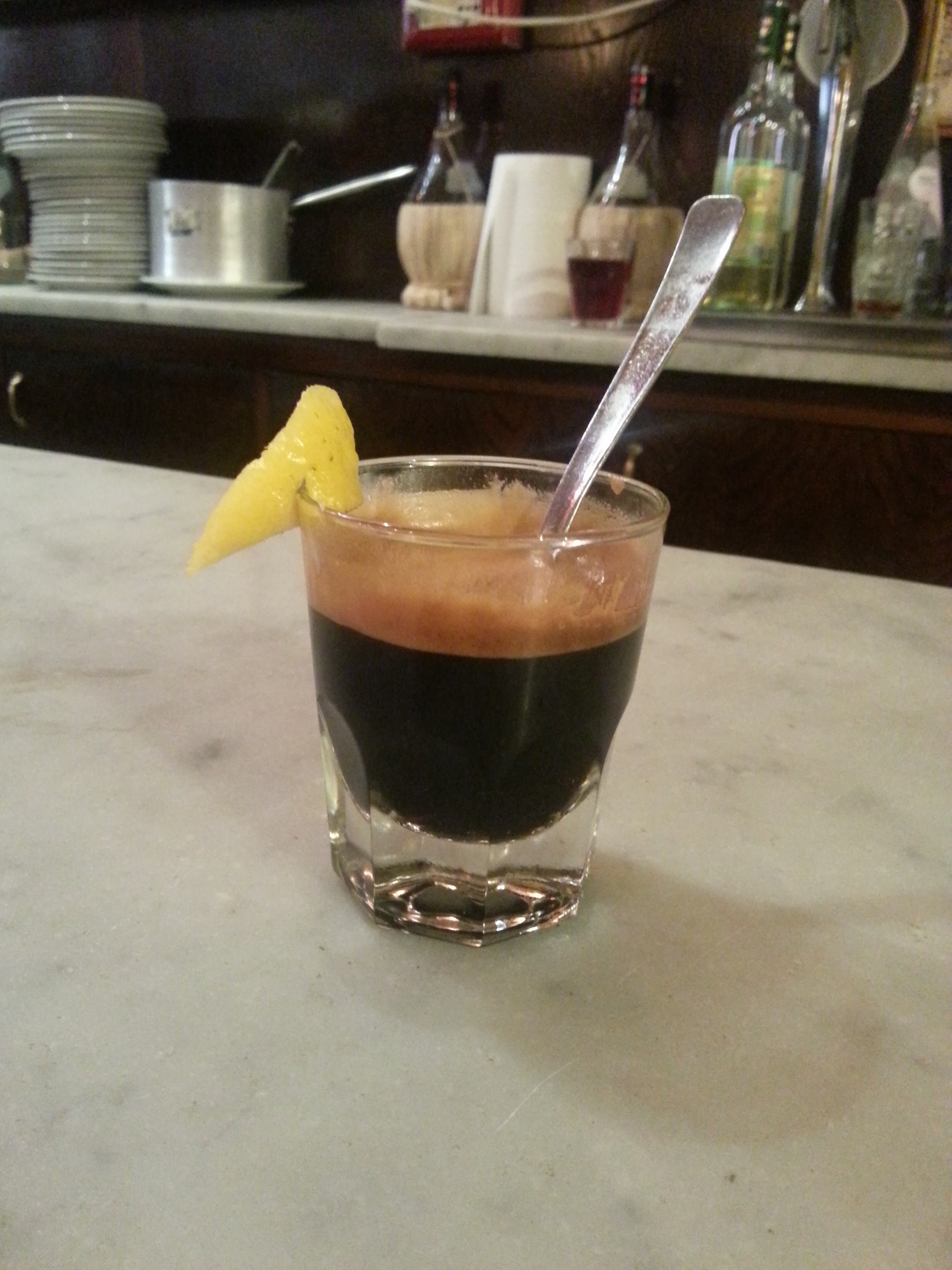
De Livoornse ponce

Ponce is een Livoornse specialiteit. Het is een mengsel van rum en koffie dat de spijsvertering bevordert.
Er bestaan verschillende soorten, bijvoorbeeld met mandarijn en met anijslikeur. De traditionele ponce heet de ponce a vela en is de versie met citroenschil.